# Biên niên sử

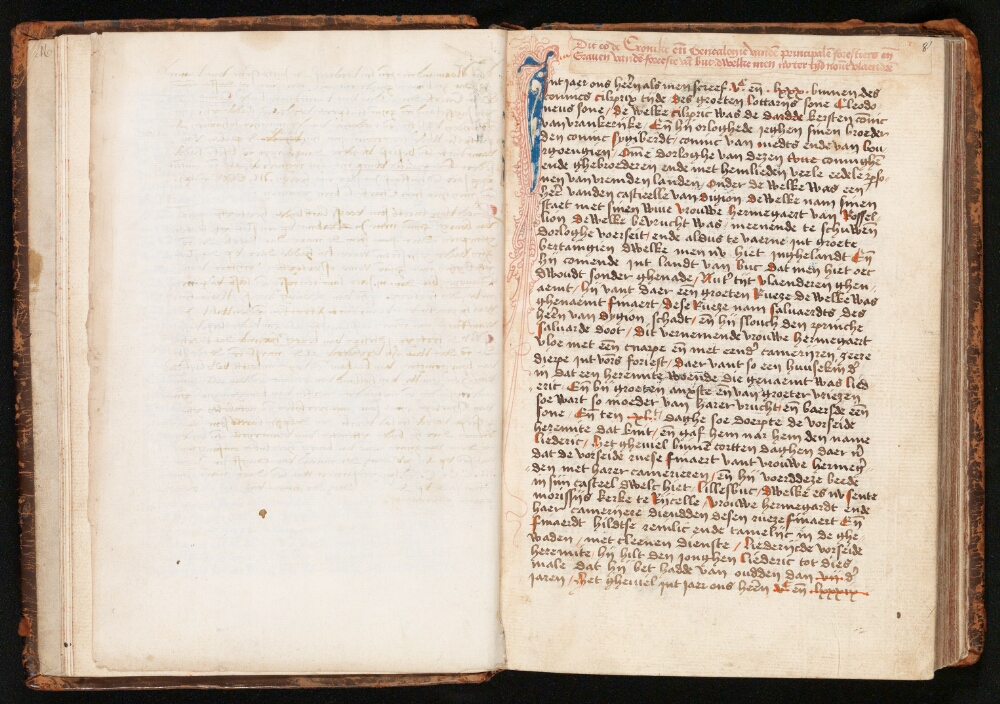
Một cuốn biên niên sử

Biên niên sử (tiếng Anh: chronicle) là các ghi chép lại những sự kiện, lịch sử hoặc biến cố đã xảy ra trong một thời gian vừa qua, biên niên sử có thể tuyển tập theo một năm (niên biểu), một thập kỷ (niên giám), một thế kỷ hay một thiên niên kỷ (thiên ký thuật). Ví dụ: cho 1 năm vừa qua là "biên niên sử năm 2007", cho 10 năm vừa qua là "biên niên sử thập niên 90" (tính từ năm 1990) hay cho 100 năm qua là "biên niên sử thế kỷ 20" (tính từ năm 1900) và nếu khi tròn năm 3000 thì sẽ gọi là "biên niên sử 3 thiên niên kỉ" (tính từ năm 2000). Trong "Biên niên sử" sẽ ghi chép lại tất cả mọi thông tin tuyển tập tuỳ chọn không riêng biệt thể loại như: thể thao, chính trị, thiên tai, kinh tế..vv tuy nhiên vẫn có thể tuyển tập cho một đề tài, thể loại riêng chuyên ngành.